# هاني (دب)

الدب هاني وهو جالس في قفصه.

هاني (مواليد 2006 - 15 يونيو 2021) هو كان دب أسود أمريكي عاش في حديقة حيوان الجيزة بمصر، أشتهر إعلامياً في 2013 لتسببه في نفوق فرح، نبيلة ولولو وهم 3 إناث من الدببة أثناء موسم التزاوج، وكان يعتبر من أشهر حيوانات الحديقة لتفاعله الدائم مع الزوار.

## حياته
تم جلب والد ووالدة هاني من الولايات المتحدة وكان اسمهم عنتر وعبلة وأنجبا هاني في حديقة حيوان الجيزة.
تزوج هاني 5 مرات أولهم كانوا فرح، نبيلة ولولو وقتلوا أثناء صراعهم عليه ثم تزوج سماح لكنه عانى منها بسبب الإضرابات النفسية التي أصابته جراء من تصرفاتها مما جعل القائمون على الحديقة يبحثون له عن زوجة أخرى حتى يخرج من حالة الملل التي كان يعانى منها فتم زواجه من نيفين وهي توأم سماح ولاحظ القائمون على خدمته استقرار حالته النفسية وتفاعله مع الجمهور وتبدل حالته المزاجية للأفضل.
كان الطبق المفضل له هو الأرز باللبن المخلوط بالعسل وكان يفضل الأكل منفرداً.

## حادثة مقتل زوجاته
في يوم 4 مايو 2013 قُتل 3 دببة بعدما قررت إدارة الحديقة تقريب 3 دبب إناث من هاني أثناء موسم التزاوج وبدأ الصراع فور إحضارهن إلى القفص الخاص فكانت الوفاة الأولى للدبة فرح (11 سنة) في حوض الماء والثانية نبيلة (13 سنة) وقعت من أعلى جبل مبيت الدببة مما أدى إلى كسر في الرقبة أما الثالثة لولو (4 سنوات) فقد تعرضت لكسر في الضلوع.ووقع الشجار من الساعة الخامسة حتى التاسعة مساء، حاول الحراس السيطرة وتهدئة الدببة برش المياه من الخراطيم عليهم، لكن العصبية والاشتباك الحاد كانا سببًا في النهاية المأساوية للدببة الثلاث.

## وفاته
في 15 يونيو 2021 توفى هاني إثر أزمة قلبية، حاول الفريق الطبي عمل إنعاش وإعطاءه حقنة منشطة على مدار ساعة وصرحت إدارة الحديقة بأن هاني قد تعرض لنفس الأزمة قبلها ب 20 يوم ونجح الفريق الطبي في إنعاشه واسترد صحته مرة أخرى.